# ما أقدرش (فلم)
ما أقدرش هو فيلم رومانسي موسيقي كوميدي مصري إنتاج 1946، إخراج وسيناريو أحمد بدرخان وقصة سليمان نجيب وحوار بديع خيري وبطولة فريد الأطرش وتحية كاريوكا.

## قصة الفيلم
فريد زاهر (فريد الأطرش) إختلف مع والده زاهر باشا نعمان (حسن فايق) بسبب حب فريد للموسيقى والغناء، فترك له الإسكندرية وسافر للقاهرة ليواصل مشواره الفني وقد استأجر شقة في منزل الست أم عبده (عزيزة بدر) ناشدا الهدوء، ولكنه عانى من شجار الجيران (جمالات زايد) والسكران (أحمد الحداد) الذي اقتحم حجرته، هذا غير الرجل الذي يقف أمام المنزل وبيده جرس يعلن عن مزاد بيع موبيليا الراقصة أحلام (تحية كاريوكا) وفاءاً لدين قدره 50 جنيها، وجاء المحضر طمبوس أفندى (فؤاد شفيق) ومعه مساعده نادر (عبد السلام النابلسي) للحجز، وجاء فريد لنجدة جيرانه وظنته أحلام مع المحضر فبصقت على وجهه، ولكنه علم الدين من طمبوس فدفعه ولما علمت أحلام بصنيع فريد خجلت من نفسها، وذهبت إليه لتشكره، وعلمت أنه خالي شغل فدعته للعمل معها كمطرب في كباريه نوفوتيه الذي تعمل به، وقدموا تابلوهات ناجحه، ولكن علاقة فريد مع أحلام تحولت إلى حب وامتنعت أحلام عن مجالسة الزبائن، مما اغضب صاحب الكباريه فطردهما، وتدهور بهما الحال، وزادت الديون، ومرض فريد، وجاء طمبوس للحجز على الموبيليا، وعلم ان فريد ابن الباشا زاهر نعمان الثرى، فسافر للباشا لمقابلته واستعطافه على حال إبنه المتردى، ولكن الباشا عرض أن يمنح فريد 10 آلاف جنيها مقابل ان يتزوج من عليه (نجوى سالم) ابنة المليونير عبد الكريم بيه الازمرلى (فؤاد فهيم) وعرضوا الامر على فريد الذي وافق على ان يتزوج من عليه حتى يقبض المبلغ، ثم يقوم بتطليقها، والزواج من أحلام، التي وافقت على خداع حبيبها لبنات الناس، وسافر فريد للأسكندرية، بينما تولى طمبوس رعاية أحلام ماديا، والذي حاول ان يغازلها فصدته. كان زاهر باشا رجل فلاتى بتاع نسوان، بلغ عدد النساء اللائى خدعهن 12 ويبحث عن رقم 13 وشاهد صورة لأحلام عند المصوراتى، فسأل عنها وذهب إليها يعرض خدماته وتعرف عليها على إنه عزت بيه عونى، ووعدها بتحقيق أحلامها بعد ان علم انها طردت من الكباريه، فقرر إمدادها بالمال اللازم لتقديم تابلوهاتها الفنية، فأرسلت إلى فريد تليغراف تستدعيه قبل زواجه من عليه، فتركها وهرب، وقام عزت بإستدراج أحلام إلى منزله الذي يستخدمه لنزواته وحاول مغازلتها ولكنها صدته وظن طمبوس ان أحلام تخون فريد مع عزت، فأبلغ فريد. شربت أحلام الخمر وفقدت وعيها، فوضعها زاهر في سريره، وغادر المنزل، بينما جاء فريد فوجدها في السرير، فإتهمها بالخيانة، وقطع علاقته بها، وذهب لوالده نادما وعارضا زواجه من عليه، ولكن الباشا قاده إلى حيث الشريفة العفيفه الراقصة أحلام ومنحهما شقة نزواته كمنزل للزوجية، وأمدهما بالمال لافتتاح كباريه.

## فريق العمل
إخراج: أحمد بدرخان
تأليف:
- سليمان نجيب (قصة)
- أحمد بدرخان (سيناريو)
- بديع خيري (حوار)

إنتاج: ستوديو الأهرام 
بطولة:
- فريد الأطرش (فريد)
- تحية كاريوكا (أحلام)
- فؤاد شفيق (طمبوس أفندي)
- عبد السلام النابلسي (نادر)
- حسن فايق (زاهر باشا نعمان)
- نجوى سالم (عليه)
- جمالات زايد

## أغاني الفيلم
من الحان وغناء فريد الأطرش
- ابكي يا عيني (كلمات: يوسف بدروس)
- آه من آه (كلمات: محمود فهمي إبراهيم)
- حبيبي فين (كلمات: يوسف بدروس)
- ليه دايما ماعرفش (كلمات: مأمون الشناوي)
- يا بدر يا نجوم (كلمات: أبو السعود الأبياري)
- يا بنت بلادي (كلمات: محمود فهمي إبراهيم)
- يا ليل يا ما فيك (كلمات: محمود فهمي إبراهيم)

## روابط خارجية
- ما أقدرش على موقع قاعدة بيانات الأفلام العربية